# アレッポの戦い (2024年)
アレッポの戦い（あれっぽのたたかい）はシリア内戦中の戦闘である。2024年11月29日、シリアの反体制派グループ「シャーム解放機構」は、軍事作戦司令部に所属するトルコの支援を受けた同盟グループとともに、シリア陸軍が支配する都市アレッポに入った。この戦闘は、反体制派の大規模な攻勢の3日目に始まった。同市で戦闘が勃発したのは、2012年に始まり2016年にアサド政権が反体制派を押し出して終結した戦い以来である。2024年11月30日、政府軍が崩壊する中、反体制派が市内の大半を占領した。

## 背景
2024年11月27日、タハリール・アル・シャム率いるシリア反体制派は、シリア北西部で政府軍に対する攻撃を開始した。この攻撃は、2020年3月のイドリブ停戦以来、どの側にとっても初であり、その結果、反体制派は数十の村を急速に占領した。攻勢中、反体制派はアレッポとイドリブの両州で70か所を掌握し、約1万人の市民がシリア北西部のイドリブの田園地帯に戦闘から逃れたと報告されている。

## 戦闘

### アレッポの陥落
2024年11月29日、反体制派軍はアレッポ郊外に接近した。彼らはハルサ、アル・ラシディン、カーン・トゥマンを占領し、政府軍はT-55戦車4両を放棄。
午後、反体制派軍は市内のハムダニヤ地区とニューアレッポ地区に入り、2台の車爆弾による二重自爆テロを行った。この日の午後、反体制派勢力は市内の5地区、アルハムダニヤ地区、ニューアレッポ地区、3,000のアパートメント地区、アルジャミリヤ地区、サラアルディン地区を占領。中心部を含む市内の他の場所でも衝突が報告された。深夜までに反体制派はアル・スカリヤ地区、アル・フルカン地区、アル・アダミヤ地区、サイフ・アル・ダウラ地区の一部を占領し、アレッポの主要広場を制圧したと主張した。
主要地区への侵攻から数時間後、数千人の市民が主要なカナーシール・アスリヤ交差点を通り、ラタキアやサラミヤへと向かった。
反政府勢力は避難勧告を出し、アレッポの住民に「安全のために」東へ移動するよう呼びかけた。シリアの国営メディアは、反政府勢力が発射した弾丸がアレッポ大学の学生寮を直撃し、学生2人を含む4人が死亡したと報じた。
2024年11月30日未明、反乱軍はアレッポの城塞と政府本部、そして市内の半分以上を制圧した。朝までに反政府軍はアレッポの大部分を掌握し、抵抗はほとんどなく、政府軍をアスサフィラ方面へ後退させた。アレッポ北東部では、政府軍とイランの民兵が未だ数地区を支配している。ロシア連邦軍は少なくとも3つの軍事基地を放棄した。

### シリア反体制派とシリア民主軍の衝突
クルド人主導のシリア民主軍（SDF）は、政府軍撤退後、アレッポ国際空港とシェイク・ナジャール地区を占領した。反体制派のクルド人居住区シェイク・マクスードへの侵攻は阻止され、3人の反体制派が捕虜となった。夕方、反体制派は戦闘なしにシリア民主軍からアレッポ空港を制圧した。 ロシア軍機によるものと思われる空爆により、同市では民間人16人が死亡、20人が負傷した。また、市郊外の反乱軍増援部隊に対する空爆も2回あり、20人の戦闘員が死亡した。
その日、ロジャヴァは、アレッポからシリア北東部への難民2,892人の入国を促進したと報じられた。
2024年12月1日、シャーム解放機構はアレッポ市郊外の火力発電所、野戦砲兵大学、陸軍士官学校を占領した。一方、シェイク・ナジャール工業地区ではシリア国民軍（SNA）とSDFの間で衝突が発生した。同時に、SDFはアレッポ北部の田園地帯とアレッポ市中心部を結ぶ道路を閉鎖した。
その日のうちに、アレッポとテル・リファートでの反乱軍の迅速な領土拡大を受けて、ロジャヴァは総動員態勢を宣言した。一方、反体制派はアレッポのクルド人部隊に対して、武器を持って北東部へ去るよう要求した。
また、12月1日にはロシア空軍がアレッポ大学病院を空爆し、12人が死亡、ジャーナリスト2人が負傷した（2024 アレッポ大学病院空爆）。
2024年12月2日、反体制派はSDFからシェイク・ナジャール工業地帯を奪取し、アレッポの南にさらに侵攻し、アレッポ市内のSDFの主要補給路を断ち切るためにハンシールを占領した。

## 各国の反応
- シリア：シリア軍（SAAF）は攻撃撃退を誓い、反体制派が自分たちの進攻について「偽情報を流していると非難した [36]。しかしその後、軍は市街地の「大部分」で反体制派軍が優勢であることを認め、「数十人」の兵士が死亡したと報告。また、反撃の準備を進めていると報じられる一方、市内にある反乱軍の集会は空爆によって封鎖された[3]。
- トルコ：ハカン・フィダン（英語版） 外相は、アレッポで進行中の紛争にトルコは関与していないと繰り返し述べた。また、同外相は、自国の国境で再び移民危機が発生するのを避けるため、トルコ政府は「必要な措置をとっている」と述べた[37]。